# مجسمه خدای موروگان
مجسمه خدای موروگان (انگلیسی: Lord Murugan Statue) بلندترین مجسمهٔ خدای هندو در مالزی و دومین مجسمه بلند خدای هندو در جهان محسوب می‌شود. این مجسمه به ارتفاع ۴۲٫۷ متر (۱۴۰ فوت) در ورودی «غارهای باتو» که به آنها باتو کیو می‌گویند قرار دارد. ساخت این مجسمه در سال ۲۰۰۴ آغاز و پس از سه سال در سال ۲۰۰۶ به اتمام رسید. برای بازدید از باتو کیو، گردشگران می‌بایستی ۲۸۷ پله را بالا بروند. پله‌های غار باتو در سال ۱۹۲۱ به منظور دسترسی سهل تر هندوها ساخته شد که بارها مرمت گردیده‌اند. هر سال در مراسم تایپوسام هزاران هندو از سراسر جهان به معبد باتو می‌آیند تا مراسم مذهبی خود را برگزار نمایند.
باتو کیو در تپه‌های آهکی در ۱۳ کیلومتری شمال شهر کوآلالامپور، پایتخت مالزی واقع شده و بزرگترین و مشهورترین معبد هندوها در خارج از هند محسوب می‌شود.